# Salzderhelden
Salzderhelden is een plaats in de gemeente Einbeck in Nedersaksen, Duitsland. Salzderhelden had volgens de website van de gemeente Einbeck per 28 februari 2021 1.750 inwoners. Het ligt aan de Leine, bijna 5 km ten zuidoosten van de stad Einbeck.

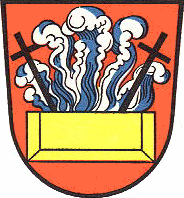
Wapen van Salzderhelden

## Algemeen
In het dorp staat een barok kerkje uit 1769, de Jakobikirche. Verder zijn er enige schilderachtige vakwerkhuizen.
Automobilisten kunnen het dorp bereiken via de Bundesstraße 3.
Salzderhelden is voor treinreizigers een overstapplaats om vanuit o.a. Alfeld en Northeim in de stad Einbeck te komen. Hier was tot eind 2018 het beginpunt van de lokaalspoorweg met de naam Ilmebahn. Van hier rijdt de trein sindsdien weer naar Einbeck (eindpunt Bahnhof Einbeck-Mitte).
Bij het dorp is in 1972 in de Leine een grote stuw gebouwd. De installatie moet de streek voor overstromingen behoeden.

## Geschiedenis
Het dorp is in de 12e eeuw ontstaan als nederzetting van zoutzieders. De naam heeft niets te maken met dappere personen (helden) maar met een Halde (berghelling).
De plaats was in de middeleeuwen belangrijker dan tegenwoordig en genoot als vlek zelfs marktrecht en muntrecht. 
In 1523 en 1623, tijdens de Dertigjarige Oorlog,  werd het vlek door brand grotendeels verwoest. 
De zout- en later kalimijnen bestonden tot in het begin van de 20e eeuw. Van deze Saline was nog een zoutboortoren bewaard gebleven (in 2020 door brandstichting verwoest, herbouw gepland omstreeks 2024). 

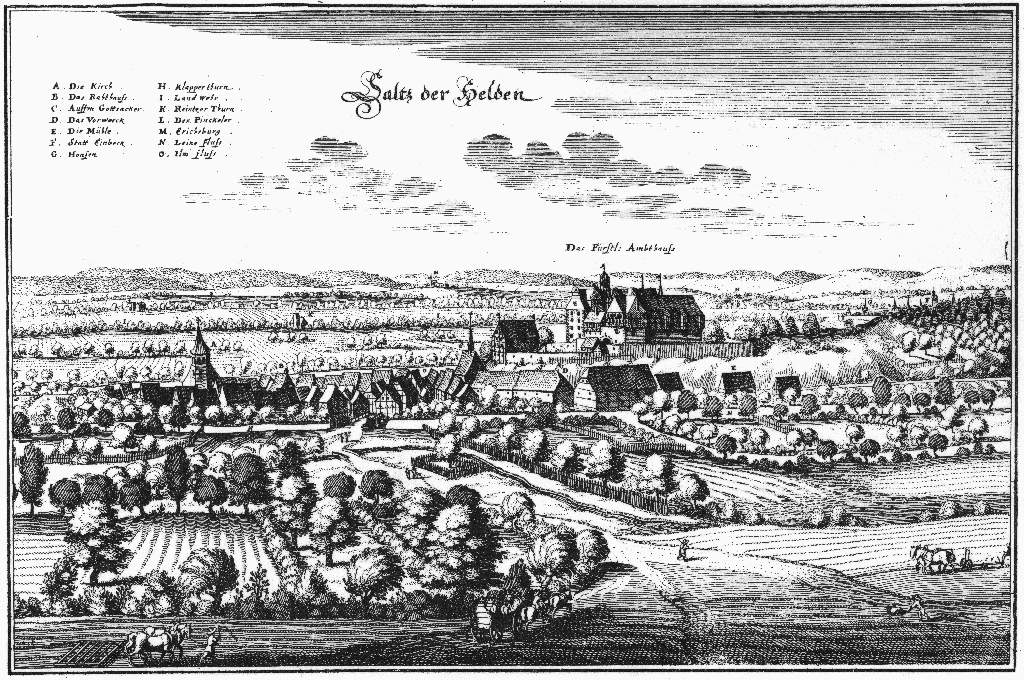
Salzderhelden en zijn kasteel op een ets uit 1654

Op een heuvel aan de noordkant van het dorp werd in de 12e eeuw een kasteel gebouwd. Plaatselijke heersers, onder wie de hertogen van Grubenhagen, beheersten van hieruit het verkeer en de zoutwinning. Deze Heldenburg verviel in de 17e en 18e eeuw tot de huidige ruïne. De ruïne kan bezichtigd worden.

## Afbeeldingen

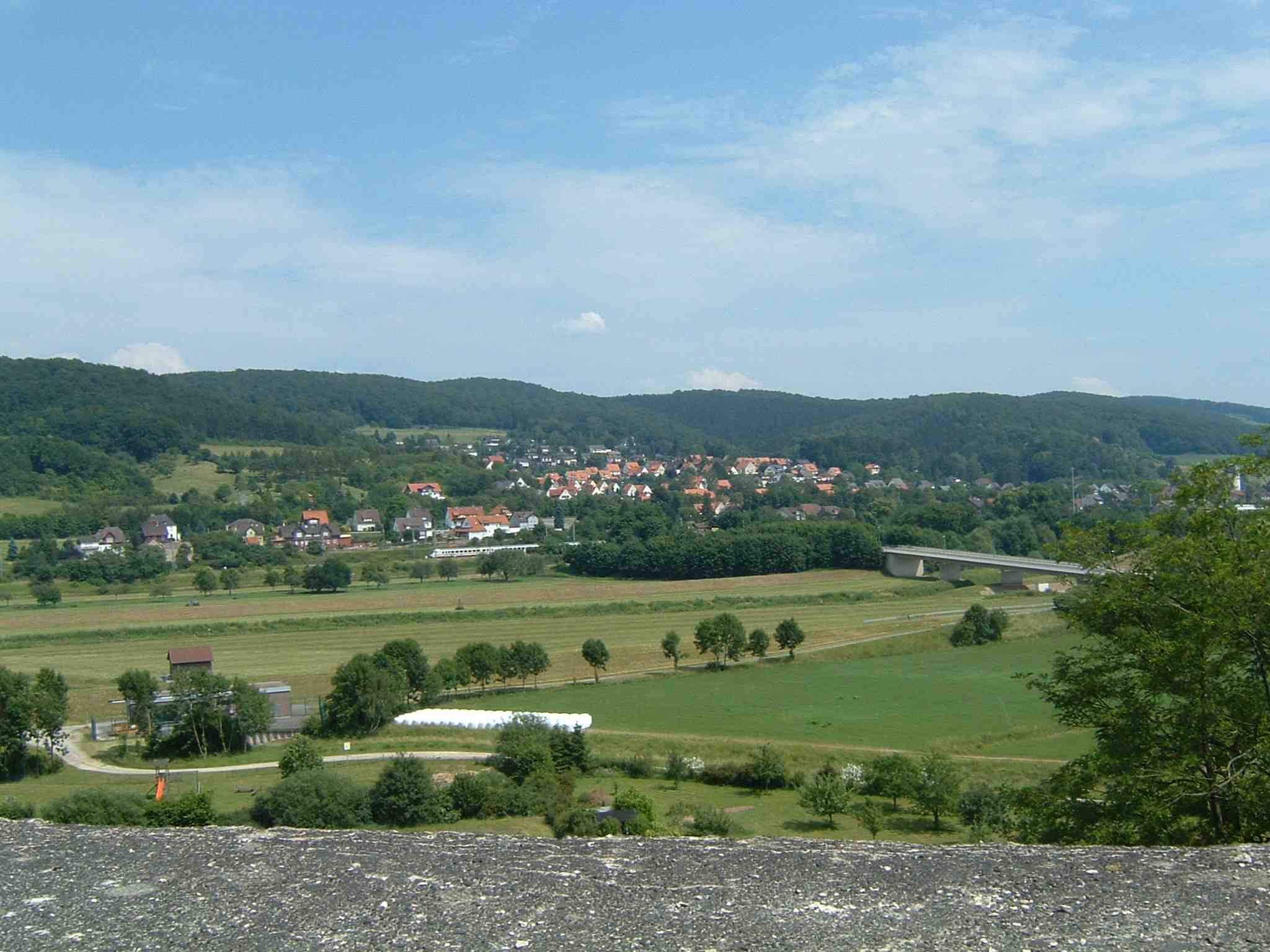
Gezicht op het dorp vanaf de Heldenburg in O. richting
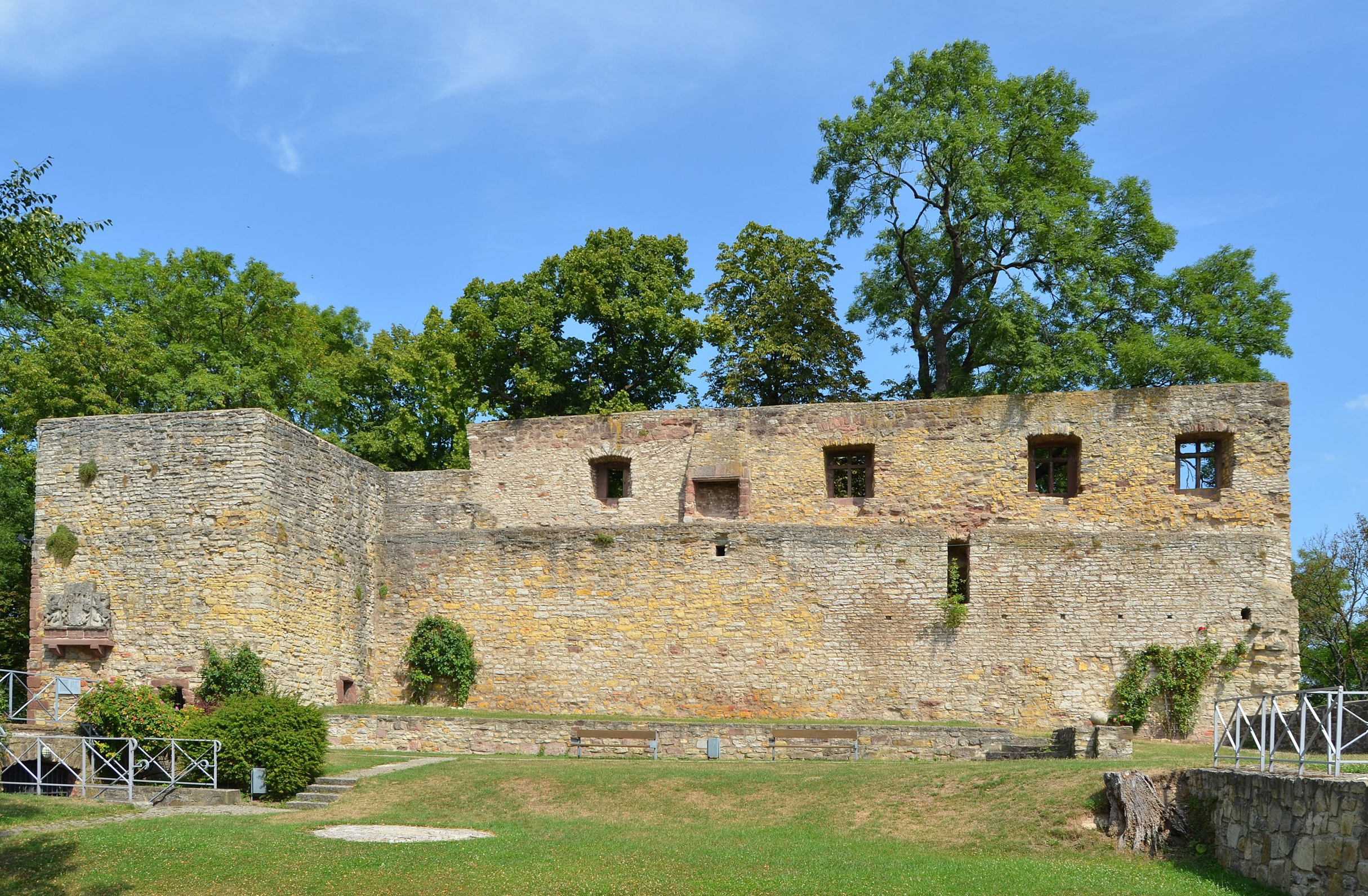
Muurresten ruïne Heldenburg
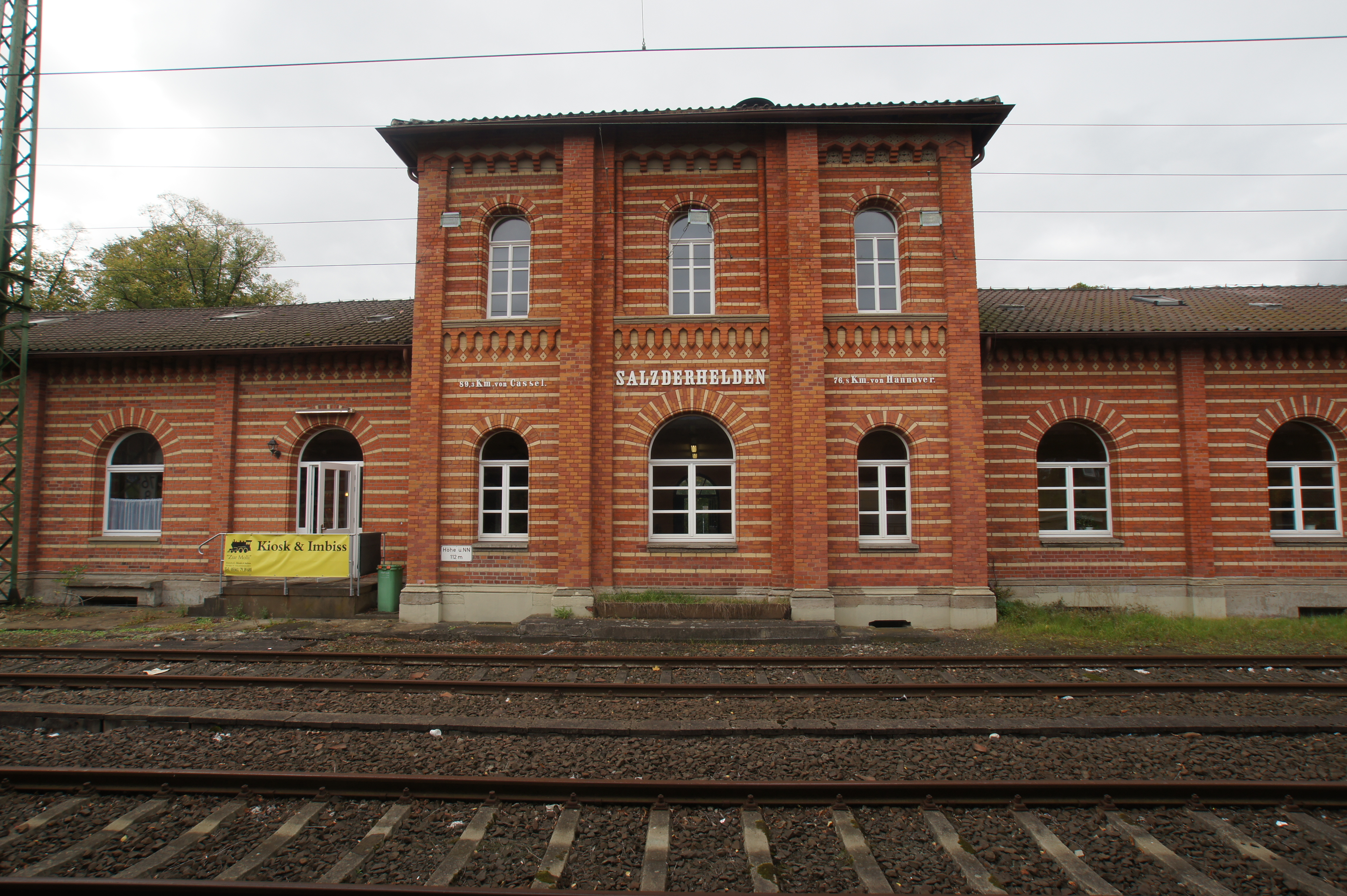
Stationsgebouw
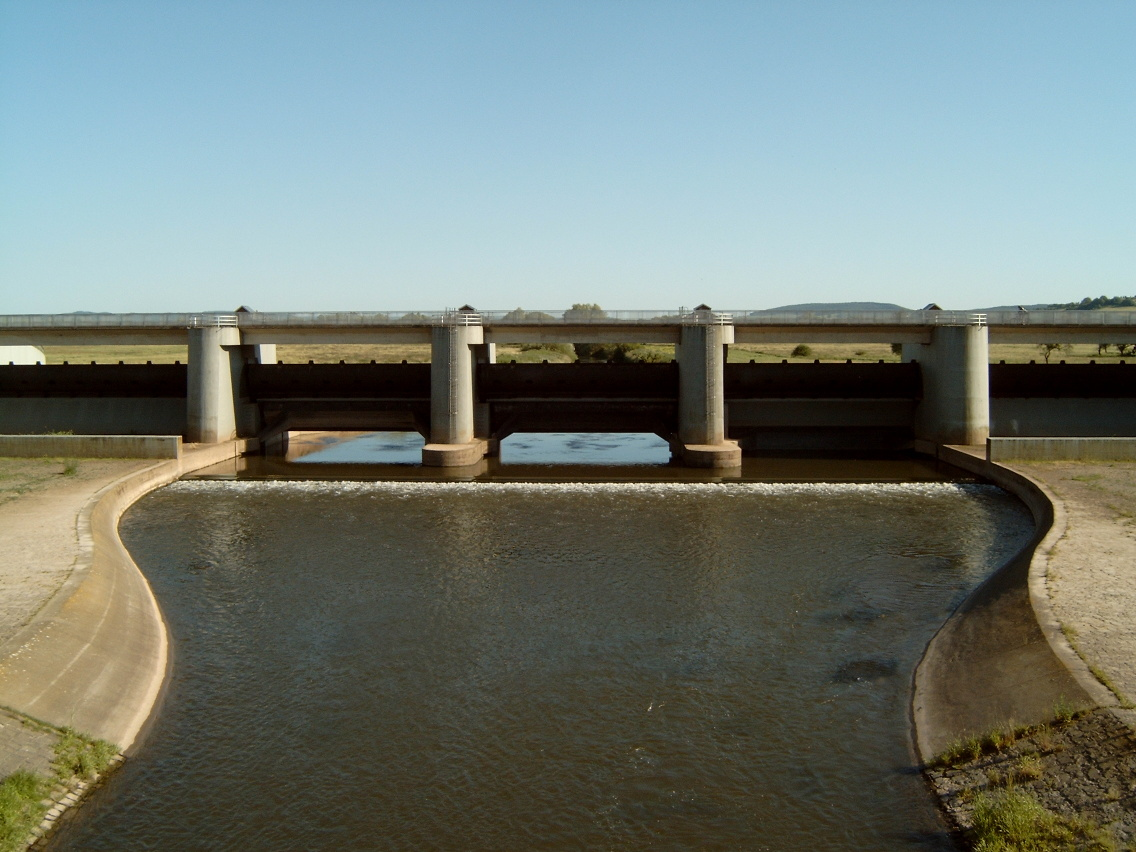
Stuw in de Leine
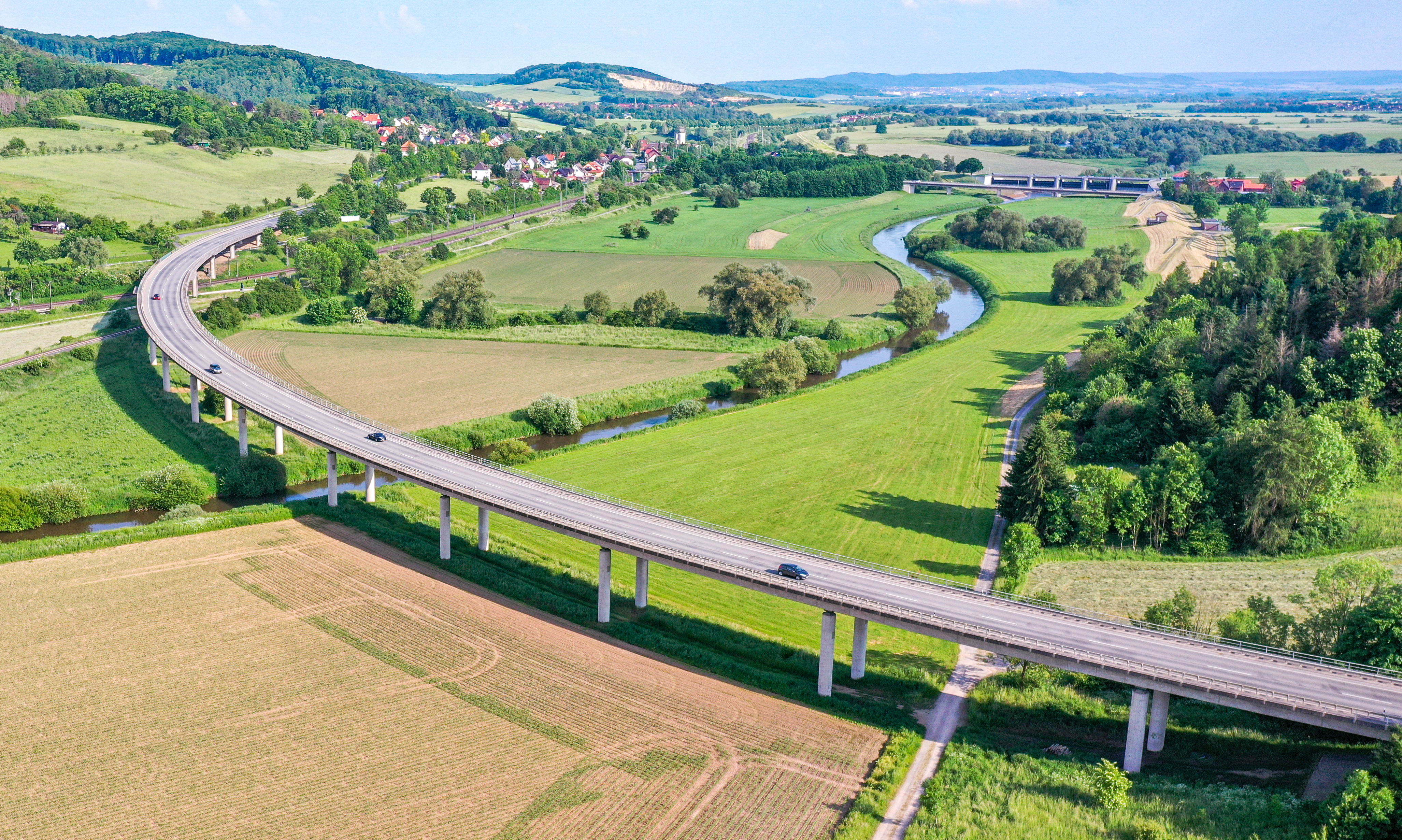
Talbrücke in de B3, op de achtergrond Salzderhelden